# Mergule nain
Pour les articles homonymes, voir Alle.
Alle alle
Genre
Espèce
Statut de conservation UICN

 LC  : Préoccupation mineure
Le mergule nain (Alle alle) est une espèce d'oiseaux marins de la famille des alcidés, vivant en Arctique. Il s'agit de l'unique espèce du genre Alle.

## Identification
Le mergule nain est le seul Alcidae de sa taille dans l'Atlantique. Avec ses 19 à 21 centimètres de longueur et ses 34 à 38 centimètres d'envergure, il mesure environ la moitié de la taille du macareux moine. Le mergule nain adulte est noir sur la tête, la nuque, le dos et les ailes, tandis que sa poitrine est blanche. Le bec est très court et trapu. La queue est petite, arrondie et noire. Le bas de la tête et le devant du cou deviennent blanc en hiver. Il y a peu de différences entre le mâle et la femelle, en dehors de la longueur du bec. Les mâles sont toutefois en moyenne un peu plus lourds que les femelles.

## Comportement
Le vol est direct, avec des battements d'ailes rapides dus aux ailes courtes. Le mergule nain émet différents cris lorsqu'il est à terre, mais est silencieux en mer.

### Régime alimentaire
À l'instar des autres Alcidae, le mergule nain cherche sa nourriture en nageant sous l'eau. Ils se nourrissent principalement de crustacés - et plus particulièrement de copépodes - , mais également d'autres petits invertébrés et de petits poissons. Ils se rassemblent en grandes colonies avant de quitter leurs lieux de nidification pour aller chercher leur nourriture dans l'eau, et font de même au retour.

### Comportement de recherche de nourriture
Le mergule nain, comme beaucoup d’oiseaux marins, est un « central place forager » : il va chercher sa nourriture loin de la colonie puis la rapporte à son nid. 
Durant l’élevage de leur petit, les deux parents adoptent une stratégie de double fourragement. Ils alternent entre des voyages de longue durée, plutôt dédiés à leur propre entretien, et des voyages de courte durée, plus nombreux, consacrés à la recherche de nourriture pour leur petit.

### Reproduction
Les mergules nains nichent sur des zones côtières montagneuses, où ils se regroupent en grandes colonies. Ils nichent dans des crevasses ou sous de grandes pierres. On peut trouver des nids jusqu'à 30 kilomètres à l'intérieur des terres, sur les pentes de montagne. D'une manière générale, ils ne nichent pas dans des endroits plus élevés que 400 mètres au-dessus du niveau de la mer.
Les mergules nains pondent généralement un seul œuf au mois de juin. Dans l'ouest du Groenland, 65 % des œufs éclosent et 77 % des jeunes issus de ces œufs voleront. Les deux parents s'occupent de l'œuf et se relaient pour le couver environ quatre fois par jour. La période de couvaison dure 29 jours en moyenne. Les petits sont ensuite nourris quatre à six fois par jour, d'abord essentiellement par la femelle durant les cinq premiers jours, puis exclusivement par le mâle. Les jeunes restent en moyenne 28 jours dans le nid. Ils quittent ensuite ensemble la colonie dans un laps de temps de deux à trois jours. Ils constituent à ce moment-là des proies faciles pour les labbes parasites et les goélands bourgmestres.

## Prédateurs
Le goéland bourgmestre, les labbes parasites et le renard polaire sont les principaux prédateurs du mergule nain. Les harfangs des neiges et les faucons gerfauts comptent aussi au nombre de ses prédateurs.

## Répartition et habitat

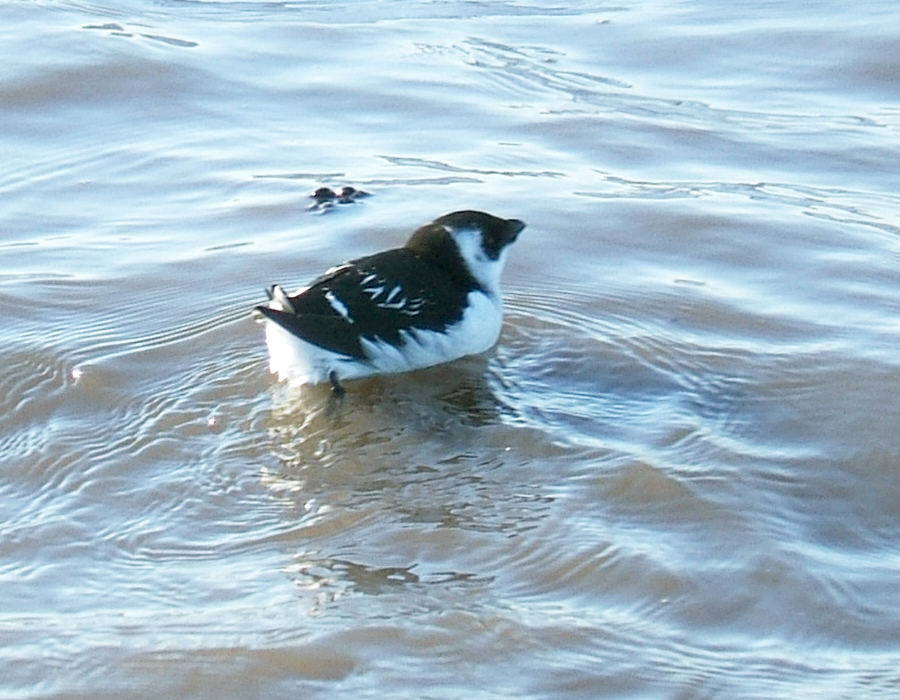
Mergule nain au Royaume-Uni en 2006, hors de sa zone habituelle d'hivernage.

Le mergule nain niche au Groenland, dans la mer de Baffin, en Islande, en Nouvelle-Zemble, sur l'île Jan Mayen, sur l'Île aux Ours, au Svalbard et sur l'Archipel François-Joseph, entre le 68e et le 82e degrés de latitude Nord. Les plus grandes colonies se trouvent dans la région de Qaanaaq, dans le nord-ouest du Groenland, et au Svalbard.
En hiver, on trouve le mergule nain jusqu'à la limite des glaces, de la Nouvelle-Écosse à l'ouest jusqu'à la Grande-Bretagne à l'est. Il arrive même de manière exceptionnelle que des mergules nains se rendent jusqu'en Floride ou aux Açores. Des mergules nains sont régulièrement observés près de plans d'eau situés à l'intérieur des terres, notamment dans le nord-est des États-Unis. Les raisons de ces erreurs ne sont pas complètement claires : cela pourrait être des changements dans la direction des vents ou dans l'offre alimentaire. De même, les vestiges de mergule nain dans certaines grottes préhistoriques, par exemple dans le niveau azilien de la grotte du Moulin à Troubat (Hautes-Pyrénées), en plein milieu des Pyrénées à 180 km de l'Atlantique et 200 km de la Méditerranée (en distances actuelles), est inexpliquée.

## Le mergule nain et l'homme

### Statut et préservation
L'UICN classe le mergule nain dans la catégorie "préoccupation mineure" de sa liste rouge des espèces menacées.
Les mergules nains sont souvent victimes des pollutions maritimes lorsque des pétroliers subissent des avaries. La surpêche semble en revanche moins les concerner en raison de leur alimentation composée essentiellement de crustacés.
Une étude a montré que la hausse de température de l’océan arctique avait une influence sur les petits des mergules nains. En effet, les chercheurs ont mesuré que leur masse corporelle maximale ainsi que leur masse à l’envol étaient plus basses les années où la température de l’eau était plus élevée que la norme. 

### Philatélie
Plusieurs pays ont représenté le mergule nain sur leurs timbres: la Norvège de 1983, Antigua-et-Barbuda en 1998 et le Liberia en 2000.

## Sous-espèces
D'après la classification de référence (version 14.1, 2024) de l'Union internationale des ornithologues, le Mergule nain possède 2 sous-espèces (ordre philogénique) :
- Alle alle alle (Linnaeus, 1758) : nicheur au Groenland, sur l'île de Baffin, en Islande, en Nouvelle-Zemble et sur les Svalbard ;
- Alle alle polaris Stenhouse, 1930 : nicheur sur l'Archipel François-Joseph.